# Centaurea
Centaurea este un gen de plante din familia Asteraceae, ordinul Asterales.

## Morfologie
Knapweed( Centaurea ) este o buruiană invazivă. Buruiana este un producător prolific de semințe cu 1000 sau mai multe semințe per plantă. Semințele rămân viabile în sol cinci ani sau mai mult, astfel încât infestările pot apărea la câțiva ani după ce plantele vegetative au fost eliminate. Knapweed are puțini inamici naturali și este consumat de către animale numai atunci când altă vegetație nu este disponibilă. Planta eliberează o toxină care reduce creșterea speciilor furajere. Zonele puternic infestate cu cineață pătată trebuie adesea să fie reînsămânțate odată ce planta este controlată. Înregistrările istorice indică faptul că Knapweed a fost introdus din Europa de Est în America de Nord la începutul anilor 1900 ca contaminant în semințele culturilor. Acum infestează câteva milioane de acri de pășunat în nord-vestul Statelor Unite și Canada.

## Specii
| - Centaurea adpressa - Centaurea aegyptiaca - Centaurea aeolica - Centaurea aggregata - Centaurea akamantis – Akamas centaurea - Centaurea alba - Centaurea albonitens Turrill - Centaurea alpestris - Centaurea alpina - Centaurea ambigua - Centaurea amblyolepis - Centaurea americana - Centaurea ammocyanus - Centaurea antennata Dufour - Centaurea antiochia Boiss. - Centaurea aplolepa - Centaurea aplolepa ssp. carueliana - Centaurea appendicigera C.Koch - Centaurea argentea - Centaurea ascalonica - Centaurea aspera L. - Centaurea atacamensis (Reiche) I.M.Johnst. - Centaurea atropurpurea - Centaurea ×aurata - Centaurea babylonica L. - Centaurea balsamita - Centaurea behen L. - Centaurea bella - Centaurea bieberseinii - Centaurea borjae - Centaurea bovina - Centaurea bracteata - Centaurea brevifimbriata Hub.-Mor. - Centaurea bulbosa - Centaurea busambarensis Guss. - Centaurea cachinalensis - Centaurea calcitrapa - Centaurea calcitrapoides - Centaurea cariensis Boiss. - Centaurea cariensiformis Hub.-Mor. - Centaurea centaurium L. - Centaurea chilensis - Centaurea cineraria - Centaurea clementei - Centaurea collina L. - Centaurea corymbosa - Centaurea crithmifolia - Centaurea crocodylium - Centaurea cyanoides J.Berggr. & Wahlenb. - Centaurea cyanus - Albăstrea - Centaurea damascena - Centaurea dealbata - Centaurea debeauxii Gren. & Godr. - Centaurea depressa - Centaurea deusta - Centaurea diffusa - Centaurea diluta - Centaurea drabifolia Sm. - Centaurea dschungarica - Centaurea emilae Hüseynova et Qaraxani - Centaurea eriophora | - Centaurea eryngioides - Centaurea filiformis - Centaurea fischeri Willd. - Centaurea floccosa - Centaurea foliosa Boiss. & Kotschy - Centaurea forojuliensis - Centaurea friderici Vis. - Centaurea gayana - Centaurea glaberrima Tausch - Centaurea glastifolia - Centaurea grinensis - Centaurea gymnocarpa - Centaurea haradjianii Wagenitz - Centaurea hedgei - Centaurea helenioides Boiss. - Centaurea hermannii F.Hermann - Centaurea horrida Badarò - Centaurea hyalolepis - Centaurea hypoleuca - Centaurea iberica - Centaurea idaea - Centaurea imperialis Hausskn. ex Bornm. - Centaurea jabukensis - Centaurea jacea - Centaurea kasakorum - Centaurea kopetaghensis - Centaurea kotschyana Heuff. - Centaurea lanulata - Centaurea leptophylla - Centaurea leucophylla - Centaurea limbata - Centaurea lydia Boiss. - Centaurea macrocephala - Centaurea maculosa - Centaurea mannagettae - Centaurea margaritalba Klok. - Centaurea marschalliana - Centaurea melitensis - Centaurea minor - Centaurea moschata - Centaurea ×moncktonii C.E.Britton - Centaurea monocephala - Centaurea montana - Centaurea napifolia L. - Centaurea nervosa Rchb. ex Steud. - Centaurea nigra - Centaurea nigrescens - Centaurea nigrifimbria (C.Koch) Sosn. - Centaurea nivea (Bornm.) Wagenitz - Centaurea onopordifolia - Centaurea orientalis L. - Centaurea ornata Willd. - Centaurea ovina | - Centaurea pallescens Delile - Centaurea paniculata L. - Centaurea parlatoris - Centaurea pecho - Centaurea phrygia - Centaurea pindicola - Centaurea polypodiifolia - Centaurea ×pratensis Salisb. (C. jacea × C. nigra) - Centaurea procurrens - Centaurea ×psammogena G.Gayer. (C. diffusa × C. stoebe ssp. micranthos) - Centaurea pseudocaerulescens - Centaurea pseudophrygia C.A.Mey. - Centaurea pulcherrima Willd. - Centaurea pullata L. - Centaurea pumilio - Centaurea ragusina L. - Centaurea rigida - Centaurea rothrockii Greenm. - Centaurea ruthenica - Centaurea rutifolia Sm. - Centaurea sadleriana - Centaurea salicifolia Bieb. ex Willd. - Centaurea scabiosa - Centaurea scannensis - Centaurea scoparia - Centaurea scopulorum Boiss. & Heldr. - Centaurea seguenzae - Centaurea seridis L. - Centaurea sibirica - Centaurea simplicicaulis - Centaurea sinaica - Centaurea solstitialis - Centaurea speciosa - Centaurea sphaerocephala L. - Centaurea stenolepis - Centaurea stoebe L. - Centaurea stoebe ssp. micranthos (Gugler) Hayek - Centaurea straminicephala - Centaurea sulphurea - Centaurea tauromenitana Guss. - Centaurea tenoreana - Centaurea tommasinii - Centaurea transalpina Schleich. ex DC. - Centaurea tchihatcheffii — yanardöner (Turkish) - Centaurea trichocephala Bieb. ex Willd. - Centaurea triniifolia - Centaurea triumfettii All. - Centaurea ucriae Lacaita - Centaurea uniflora Turra - Centaurea verbascifolia Vahl - Centaurea verutum L. - Centaurea virgata - Centaurea virgata ssp. squarrosa - Centaurea wiedemanniana Fisch. & Mey. - Centaurea yozgatensis Wagenitz |